# شیرعلی احمدزی
شیرعلی احمدزی (زاده ۱۳۵۸ ولسوالی مهمنددره ولایت ننگرهار) سیاستمدار افغانستان و نماینده مردم کوچی در دوره شانزدهم مجلس نمایندگان است. وی در مجلس شانزدهم نمایندگان افغانستان عضو کمیسیون کوچی‌ها، قبایل، امور مهاجرین و بیجاشدگان می‌باشد.

## زندگی‌نامه
شیرعلی احمدزی زاده ۱۳۵۸ از ولسوالی مهمنددره ولایت ننگرهار می‌باشد. ایشان تحصیلات متوسطه خود را در لیسه تقوا در پیشاور پاکستان به پایان برد.

## انتخابات مجلس ۱۳۹۷
کمیسیون مستقل انتخابات افغانستان نام شیرعلی احمدزی را از فهرست نهایی نامزدان انتخابات مجلس ۱۳۹۷ حذف کرد.

## دیگر فعالیت‌ها
دیگر فعالیت‌های ایشان:
- تجارت مواد سوختی.